# Natália Milanová
Natália Milanová, rozená Gálisová, (* 12. června 1982 Bratislava) je slovenská pedagožka a politička, v letech 2020–2023 ministryně kultury SR nejprve ve vládě Igora Matoviče a poté ve vládě Eduarda Hegera.

## Život
V roce 2005 dokončila studium na Pedagogické fakultě Univerzity Komenského v Bratislavě v oboru učitelství všeobecně vzdělávacích předmětů: slovenský jazyk a literatura – dějepis.
Několik let učila, později pracovala v reklamní agentuře. Vydala publikaci Dejiny statočného národa slovenského pro děti ve věku 8 až 12 let, které formou krátkých příběhů seznamuje s historií Slovenska od pravěku po současnost.

### Politická činnost
Od roku 2014 pracovala pro hnutí OĽaNO. V parlamentních volbách v roce 2016 kandidovala na kandidátní listině OĽaNO z dvanáctého místa. Ziskem 1 737 hlasů (0,6 %) nebyla zvolena poslankyní, ale z 22. místa získala post náhradnice. Poslanecký slib složila 30. ledna 2018. Stala se náhradnicí poslance Jozefa Viskupiče (OĽaNO), který se po zvolení za předsedu Trnavského samosprávného kraje vzdal poslaneckého mandátu. V Národní radě SR byla Milanová místopředsedkyní Výboru NR SR pro kulturu a média, věnovala se tématům ochrany kulturních památek, financování kultury a umění a podpory kojení.
V následujících volbách v roce 2020 Milanová kandidovala za OĽaNO ze 146. místa a se ziskem 10 317 hlasů (1,43 %) nebyla zvolena poslankyní. Při sestavování vlády však byla hnutím OĽaNO nominována na post ministryně kultury SR, kterou byla jmenována 21. března 2020.

## Publikační činnost
- GÁLISOVÁ, Natália. Dejiny statočného národa slovenského. Bratislava: Perfekt, 2012. 160 s. ISBN 978-80-8046-587-2.